# A Certain Trigger
A Certain Trigger is het debuutalbum van de Britse band Maxïmo Park. Het album werd uitgebracht op 16 mei 2005 en bevat de singles "The Coast Is Always Changing", "Apply Some Pressure", "Graffiti", "Going Missing" en "I Want You to Stay". A Certain Trigger werd in 2005 genomineerd voor de Mercury Music Prize. Daarnaast werd het album meer dan een half miljoen keer verkocht.

## Tracklist
1. "Signal and Sign" – 2:25
2. "Apply Some Pressure" – 3:19
3. "Graffiti" – 3:05
4. "Postcard of a Painting" – 2:14
5. "Going Missing" – 3:41
6. "I Want You to Stay" – 3:44
7. "Limassol" – 3:42
8. "The Coast Is Always Changing" – 3:19
9. "The Night I Lost My Head" – 1:51
10. "Once, a Glimpse" – 3:03
11. "Now I'm All over the Shop" – 2:23
12. "Acrobat" – 4:42
13. "Kiss You Better" – 2:05

## Limited Edition Bonus Disc (Live in Tokyo)
1. "Signal and Sign" – 2:49
2. "The Coast Is Always Changing" – 3:27
3. "Graffiti" – 3:04
4. "I Want You to Stay" – 3:43
5. "Limassol" – 3:41
6. "Once, a Glimpse" – 3:15
7. "Kiss You Better" – 2:26